# Parlamentní volby ve Finsku 1927
Parlamentní volby konané 1. – 2. července 1927 ve Finsku byly v pořadí 12. volbami do finského parlamentu. Probíhaly v období první vlády sociálních demokratů premiéra Väinö Tannera. Ve volbách sociální demokraté udrželi své pozice. Na druhé straně došlo k výraznému posílení agrárníků, kteří se nakonec v prosinci 1927 chopili moci, když vznikla menšinová vláda Juha Sunila.

## Předchozí události
Od prosince 1926 byla u moci menšinová vláda sociálních demokratů vedená premiérem Tannerem. Sociálním demokratům se dařilo prosazovat svoje návrhy pomocí švédských lidovců a poslanců Národní pokrokové strany. Zlom nastal v dubnu 1927, kdy vážně onemocněl prezident Relander a jeho pravomoci včetně velení armádě přešly na premiéra. Pravicové strany takovou koncentraci moci v rukou levicového tábora nehodlaly přijmout, a tak došlo na předčasné volby.

## Volební výsledky
Volební účast byla 55,8 %, což bylo o 1,6 % méně než v předchozích volbách. Sociální demokraté i přes antisocialistickou kampaň vedenou pravicovými stranami udrželi své pozice. Výrazně posílili agrárníci, a to na úkor Národní progresivní strany. Liberálové se z této porážky již nikdy nevzpamatovali a jejich volební výsledky se následně vždy pohybovaly kolem 10 křesel. Ztráty musela počítat i Národní koalice. 
| Politická strana | Politická strana                                                | Hlasy v % (změna) | Hlasy v % (změna) | Mandáty (změna) | Mandáty (změna) |
| ---------------- | --------------------------------------------------------------- | ----------------- | ----------------- | --------------- | --------------- |
|                  | Finská sociálně demokratická strana (SPD)                       | 28,30             | ▼ −0,72           | 60              | ▬ 0             |
|                  | Agrární svaz (ML)                                               | 22,56             | ▲ +2,31           | 52              | ▲ +8            |
|                  | Národní koaliční strana (KOK)                                   | 17,74             | ▼ −1,25           | 34              | ▼ -4            |
|                  | Švédská lidová strana (RKP)                                     | 12,20             | ▲ +0,17           | 24              | ▲ +1            |
|                  | Volební sdružení socialistického dělnictva a malorolníků (STPV) | 12,08             | ▲ +1,63           | 20              | ▲ +2            |
|                  | Národní pokroková strana (ED)                                   | 6,77              | ▼ −2,32           | 10              | ▼ -7            |

## Sestavování vlády
Ačkoliv se pravicové strany dokázaly shodnout na společném postupu proti vládě sociálních demokratů, při tvorbě vlády nové společnou řeč nenašly. Nejsilnější nesocialistická strana, tj. Agrární svaz, nakonec v prosinci 1927 vytvořila menšinový kabinet pouze ze svých zástupců. Kabinet byl u moci do prosince 1928, kdy ho vystřídal menšinový kabinet Oskara Mantera složený z Národní pokrokové strany a několika poslanců Národní koalice. Ti se ujali funkcí z vlastní iniciativy a ne po nanominování vlastní stranou. Vláda si dala za hlavní cíl zvýšení platů státních úředníků. Však léto 1928 bylo pro finské hospodářství katastrofální. Kvůli špatnému počasí byla malá úroda a mnoho potravin se muselo začít dovážet, v přístavech probíhaly stávky dělníků a na trhu se dřevem začali být vytlačování finští lesníci sověty. Ve světle těchto událostí nebyl schopný premiér Mantere sehnat dostatek hlasů pro zvýšení státních platů a vládě byla vyslovena nedůvěra. Prezident Relander rozpustil parlament a vypsal nové volby na červenec 1929.